# Buch-St. Magdalena
Buch-St. Magdalena é um município da Áustria, situado no distrito de Hartberg-Fürstenfeld, no estado da Estíria. Tem 26,41 km² de área e sua população em 2019 foi estimada em 2.172 habitantes.